# Naples (Illinois)
Naples je gradић u američkoj saveznoj državi Ilinois. Prema popisu stanovništva iz 2010. u njemu je živjelo 130 stanovnika.